# Tony Bradley
Tony Lee Bradley Jr (ur. 8 stycznia 1998 w Bartow) – amerykański koszykarz, występujący na pozycji środkowego.
W 2014 zdobył złoty medal podczas turnieju Adidas Nations, a rok później podczas Nike Global Challenge. W 2016 wziął udział w dwóch meczach gwiazd amerykańskich szkół średnich – Jordan Classic, McDonald’s All-American. Został też wybrany najlepszym zawodnikiem stanu Floryda (Florida Gatorade Player of the Year, Florida Mr. Basketball).
22 listopada 2020 trafił w wyniku wymiany do Detroit Pistons. Jeszcze tego samego dnia został wytransferowany do Philadelphia 76ers.
25 marca 2021 został wytransferowany do Oklahoma City Thunder. 11 sierpnia 2021 dołączył do Chicago Bulls. 21 lutego 2023 został zwolniony.

## Osiągnięcia
Stan na 22 lutego 2023, na podstawie, o ile nie zaznaczono inaczej.
NCAA
- Mistrz:
  - NCAA (2017)
  - sezonu regularnego konferencji Atlantic Coast (ACC – 2017)